# Cúp bóng đá Phần Lan 1956
Cúp bóng đá Phần Lan 1956 (tiếng Phần Lan: Suomen Cup) là mùa giải thứ hai của giải đấu cúp bóng đá thường niên ở Phần Lan. Giải được tổ chức theo hình thức giải đấu loại trực tiếp và việc tham gia giải là tự nguyện.  Trận chung kết diễn ra ở Sân vận động Olympic, Helsinki ngày 28 tháng 10 năm 1956 và Pallo-Pojat đánh bại Tampereen Kisatoverit với tỉ số 2–1 trước sự chứng kiến của 2.020 khán giả.

## Vòng Sơ loại 1
| Thứ tự | Đội nhà                    | Tỉ số | Đội khách                       | Ghi chú |
| ------ | -------------------------- | ----- | ------------------------------- | ------- |
| 1      | Jyväskylän Palloilijat     | 3–5   | Suolahden Urho                  |         |
| 2      | Kellokosken Alku           | 0–3   | Helsingin Jyry                  |         |
| 3      | Karkkilan Sisu             | 8–1   | Virkkalan Kiri                  |         |
| 4      | Köklax BolIklubb           | 1–10  | Kampin Pallo-50                 |         |
| 5      | Imatran Pallo              | 0–4   | Lauritsalan Työväen Palloilijat |         |
| 6      | Mikkelin Palloilijat       | 2–0   | Lappeenrannan Pallo             |         |
| 7      | Pieksämäen Pallo-Sepot     | 6–1   | Joensuun Pallo                  |         |
| 8      | Jämsänkosken Ilves         | 5–1   | Jyväskylän Toverit              |         |
| 9      | IF-Kamraterna Mariehamn    | 2–4   | Turun Veikot                    |         |
| 10     | Pargas Idrottsförening     | 0–5   | Turun Pallokerho                |         |
| 11     | Kajaanin Reipas            | 4–2   | Kuopion Pallo-48                |         |
| 12     | Oulun Luistinseura         | 5–4   | Ykspihlajan Reima               |         |
| 13     | Tyrvään Voima              | 2–4   | Kortelan Ryhti                  |         |
| 14     | Turun Pallo                | 0–1   | Turun Teräs                     |         |
| 15     | Töölön Urheilijat-53       | 1–4   | Kruunuhaan Pallo-Veikot         |         |
| 16     | Turun Kisa-Veikot          | 0–1   | Turun Yritys                    |         |
| 17     | Oulun Palloseura           | 8–0   | Oulun Jyry                      |         |
| 18     | Karihaaran Visa            | 0–3   | Kemin Into                      |         |
| 19     | Malmin Palloseura          | 0–5   | Toverit Helsinki                |         |
| 20     | Lauttasaaren Pyrintö       | 4–2   | Helsingin Ilves                 |         |
| 21     | Pukinmäen Veto             | 3–0   | Drumsö Idrottsklubb             |         |
| 22     | Makkabi Helsinki           | 3–1   | Karhun-Pojat                    |         |
| 23     | Oulunkylän Työv Urheilijat | 1–5   | Töölön Vesa                     |         |
| 24     | Porvoon Veikot             | 2–1   | IF Vargarna                     |         |
| 25     | Esbo Bollklubb             | 1–3   | Yolduz                          |         |
| 26     | Järvenpään Palloseura      | 3–2   | Arsenal                         |         |
| 27     | Hyvinkään Palloseura       | 0–2   | Hyvinkään Apollo                |         |
| 28     | Hämeenlinnan Ahmat         | 0–5   | Riihimäen Palloseura            |         |
| 29     | Iitin Pallo-Pojat          | 0–7   | Viipurin Reipas                 |         |
| 30     | IF Tor                     | 4–1   | Loviisan Riento                 |         |
| 31     | Kotkan Kiri                | 7–4   | Kotkan Palloseura               |         |
| 32     | Haminan Pallo-Kissat       | 0–9   | Kymin Palloilijat               |         |

| Thứ tự | Đội nhà                    | Tỉ số | Đội khách                        | Ghi chú     |
| ------ | -------------------------- | ----- | -------------------------------- | ----------- |
| 33     | Myllykosken Pallo-47       | 0–1   | Kouvolan Urheilijain Palloilijat |             |
| 34     | Pallo-Peikot               | 2–4   | Kuusankosken Puhti               |             |
| 35     | Lahden Pallo-Miehet        | 1–0   | Sorvalin Veikot                  |             |
| 36     | Saimaan Pallo              | 0–4   | Veiterä                          |             |
| 37     | Savonlinnan Pallokerho     | 0–1   | Savonlinnan Työväen Palloseura   |             |
| 38     | Warkauden Pallo-35         | 7–1   | Varkauden Työväen Palloilijat    |             |
| 39     | Äänekosken Huima           | 3–2   | Äänekosken Palloseura            |             |
| 40     | Joensuun Palloseura        | 2–1   | Joensuun Pallotoverit            |             |
| 41     | Pallokerho-37              | 1–6   | Iisalmen Palloveikot             |             |
| 42     | Salon Vilpas               | 1–2   | Salon Palloilijat                |             |
| 43     | Littoisten Työv Urheilijat | 6–2   | Turun Jyry                       |             |
| 44     | Ruosniemen Visa            | 2–3   | Porin Palloilijat                |             |
| 45     | Harjavallan Pallo          | 3–2   | Porin Kärpät                     |             |
| 46     | Lielahden Kipinä           | 7–1   | Tampereen Yntys                  |             |
| 47     | Lamminpään Korpi           | 1–4   | Tampereen Palloilijat            |             |
| 48     | Tahmelan Vesa              | 4–7   | Nokian Pyry                      |             |
| 49     | Pallo-Sepot-44             | 1–4   | Valkeakosken Koskenpojat         |             |
| 50     | Viialan Viri               | 3–1   | Viialan Pyry                     |             |
| 51     | Toijalan Pallo-49          | 4–2   | Forssan Palloseura               |             |
| 52     | Mäntän Valo                | w/o   | Tampereen Pallotoverit           | TPT bỏ cuộc |
| 53     | Seinäjoen Sisu             | 3–1   | Lapuan Virkiä                    |             |
| 54     | Sport                      | 7–3   | Meteor                           |             |
| 55     | Pietarsaaren Into          | 8–0   | Pedersöre-PoJkarna               |             |
| 56     | Oulun Työväen Palloilijat  | 8–0   | Oulun Kärpät                     |             |
| 57     | Kemin Palloseura           | 1–2   | Karihaaran Tenho                 |             |
| 58     | Rovaniemen Palloseura      | 3–1   | Rovaniemen Lappi                 |             |
| 59     | Porin Pallotoverit         | 1–2   | Porin Veto                       |             |
| 60     | Bollklubben-46             | w/o   | Ekenäs Idrottsförening           | EIF bỏ cuộc |

## Vòng Sơ loại 2
| Thứ tự | Đội nhà                      | Tỉ số | Đội khách                 | Ghi chú |
| ------ | ---------------------------- | ----- | ------------------------- | ------- |
| 61     | Mikkelin Pallo-Kissat        | 5–0   | Pieksämäen Pallo-Sepot    |         |
| 62     | Rovaniemen Palloseura        | 1–5   | Karihaaran Tenho          |         |
| 63     | Warkauden Pallo-35           | 7–0   | Mikkelin Palloilijat      |         |
| 64     | Vaasan Palloveikot           | 5–1   | Sport, Vaasa              |         |
| 65     | Mäntän Valo                  | 1–4   | Seinäjoen Sisu            |         |
| 66     | Jämsänkosken Ilves           | 1–4   | Tappara                   |         |
| 67     | Toijalan Pallo-49            | 4–6   | Riihimäen Palloseura      |         |
| 68     | Porin Veto                   | 1–3   | Porin Palloilijat         |         |
| 69     | Harjavallan Pallo            | 0–3   | Rosenlewin Urheilijat-38  |         |
| 70     | Kortelan Ryhti               | 0–8   | Rauman Pallo              |         |
| 71     | IF-Kamraterna Abo            | 0–4   | Turun Veikot              |         |
| 72     | Bollklubben-46               | 3–0   | Turun Teräs               |         |
| 73     | Salon Palloilijat            | 1–2   | Turun Pallokerho          |         |
| 74     | Porvoon Veikot               | 1–3   | Kullervo                  |         |
| 75     | IF Tor                       | 2–1   | Akilles                   |         |
| 76     | Kouvolan Urho Palloilijat    | 2–1   | Kuusankosken Puhti        |         |
| 77     | Lauritsalan Työv Palloilijat | 3–6   | Veiterä                   |         |
| 78     | Oulun Luistinseura           | 1–11  | Oulun Työväen Palloilijat |         |
| 79     | Pietarsaaren Into            | 1–2   | Oulun Palloseura          |         |

| Thứ tự | Đội nhà                       | Tỉ số | Đội khách                | Ghi chú |
| ------ | ----------------------------- | ----- | ------------------------ | ------- |
| 80     | Viialan Viri                  | 1–3   | Valkeakosken Koskenpojat |         |
| 81     | Karkkilan Sisu                | 2–5   | Töölön Vesa              |         |
| 82     | Helsingin Jyry                | 5–3   | Makkabi Helsinki         |         |
| 83     | Kampin Pallo-50               | 1–6   | Toverit Helsinki         |         |
| 84     | IF Gnistan                    | 4–1   | Pukinmäen Veto           |         |
| 85     | Oulun Pallo-Pojat             | 1–8   | Kemin Into               |         |
| 86     | Äänekosken Huima              | 5–2   | Suolahden Urho           |         |
| 87     | Nokian Pyry                   | 0–4   | Tampereen Palloilijat    |         |
| 88     | Lielahden Kipinä              | 2–3   | Tampereen Palloveikot    |         |
| 89     | Littoisten Työväen Urheilijat | 1–2   | Turun Yritys             |         |
| 90     | Hyvinkään Apollo              | 3–4   | Helsingin Ponnistus      |         |
| 91     | Järvenpään Palloseura         | 2–0   | Yolduz                   |         |
| 92     | Kruunuhaan Palloveikot        | 0–6   | Lauttasaaren Pyrintö     |         |
| 93     | Viipurin Reipas               | 5–1   | Lahden Pallo-Miehet      |         |
| 94     | Kymin Palloilijat             | 6–1   | Kotkan Kiri              |         |
| 95     | Iisalmen Palloveikot          | 0–7   | Kuopion Elo              |         |
| 96     | Kajaanin Palloseura           | 4–3   | Kajaanin Reipas          |         |

## Vòng 1
| Thứ tự | Đội nhà              | Tỉ số | Đội khách          | Ghi chú          |
| ------ | -------------------- | ----- | ------------------ | ---------------- |
| 98     | LPyrintö             | w/o   | TuTo Turku         | LPyrintö bỏ cuộc |
| 99     | Toverit Helsinki     | 0–2   | TKT Tampere        |                  |
| 100    | JäPS Järvenpää       | 0–1   | Ponnistus Helsinki |                  |
| 101    | KaPa Helsinki        | 1–3   | KTP Kotka          |                  |
| 102    | KUP Kouvola          | 3–2   | Gnistan Helsinki   |                  |
| 103    | MiPK Mikkeli         | 3–2   | HIFK Helsinki      |                  |
| 104    | OTP Oulu             | 3–6   | HPK Hämeenlinna    |                  |
| 105    | PoPa Pori            | 3–2   | Jäntevä Kotka      |                  |
| 106    | RiPS Riihimäki       | 5–3   | Yritys Turku       |                  |
| 107    | TaPa Tampere         | 0–4   | Iirot Rauma        |                  |
| 108    | Tenho Karihaara      | 5–2   | JoPS Joensuu       |                  |
| 109    | TPK Tampere          | 2–5   | Drott Pietarsaari  |                  |
| 110    | Veiterä Lappeenranta | 1–4   | KuP Kouvola        |                  |
| 111    | Jymy Kokkola         | 3–2   | VPS Vaasa          |                  |
| 112    | Huima Äänekoski      | 2–12  | HJK Helsinki       |                  |
| 113    | VaK-P Valkeakoski    | 2–4   | VReipas Lahti      |                  |

| Thứ tự | Đội nhà           | Tỉ số | Đội khách            | Ghi chú |
| ------ | ----------------- | ----- | -------------------- | ------- |
| 114    | Tor Loviisa       | 1–2   | RU-38 Pori           |         |
| 115    | Vesa Helsinki     | 1–4   | Pallo-Pojat Helsinki |         |
| 116    | Kullervo Helsinki | 2–0   | Haka Valkeakoski     |         |
| 117    | BK-46 Karjaa      | 1–3   | GBK Kokkola          |         |
| 118    | Elo Kuopio        | 3–0   | Tappara Tampere      |         |
| 119    | Jyry Helsinki     | 2–4   | Sudet Helsinki       |         |
| 120    | KajPS Kajaani     | 2–1   | HPS Helsinki         |         |
| 121    | KPV Kokkola       | 2–3   | KUV Helsinki         |         |
| 122    | KyPa Kotka        | 2–1   | TPS Turku            |         |
| 123    | LrPT Lappeenranta | 1–8   | Kiffen, Helsinki     |         |
| 124    | OPS Oulu          | 2–3   | Rauman Pallo         |         |
| 125    | Sisu Seinäjoki    | 0–4   | JBK Pietarsaari      |         |
| 126    | TPV Tampere       | 6–0   | HIK Hanko            |         |
| 127    | TuVe Turku        | 2–1   | VPV Vaasa            |         |
| 128    | WP-35 Warkau      | 1–2   | KPT Kuopio           |         |
| 129    | Into Kemi         | 0–9   | Ilves-Kissat Tampere |         |

## Vòng 2
| Thứ tự | Đội nhà              | Tỉ số | Đội khách       | Ghi chú |
| ------ | -------------------- | ----- | --------------- | ------- |
| 130    | Kullervo Helsinki    | 1–2   | TuTo Turku      |         |
| 131    | Drott Pietarsaari    | 0–2   | Iirot Rauma     |         |
| 132    | Elo Kuopio           | 2–1   | Jymy Kokkola    |         |
| 133    | HPK Hämeenlinna      | 1–2   | GBK Kokkola     |         |
| 134    | KajPS Kajaani        | 2–4   | TPV Tampere     |         |
| 135    | Pallo-Pojat Helsinki | 6–0   | JBK Pietarsaari |         |
| 136    | KyPa Kotka           | 2–5   | KTP Kotka       |         |
| 137    | MiPK Mikkeli         | 2–5   | KPT Kuopio      |         |

| Thứ tự | Đội nhà         | Tỉ số | Đội khách            | Ghi chú |
| ------ | --------------- | ----- | -------------------- | ------- |
| 138    | RU-38 Pori      | 5–0   | Ponnistus Helsinki   |         |
| 139    | TKT Tampere     | 6–0   | PoPa Pori            |         |
| 140    | TuVe Turku      | 3–1   | Sudet Helsinki       |         |
| 141    | VReipas Lahti   | 2–4   | KUV Helsinki         |         |
| 142    | RPallo, Rauma   | 1–3   | Kiffen, Helsinki     |         |
| 143    | Tenho Karihaara | 3–5   | KuPS Kuopio          |         |
| 144    | KUP Kouvola     | 1–9   | Ilves-Kissat Tampere |         |
| 145    | RiPS Riihimäki  | 1–3   | HJK Helsinki         |         |

## Vòng Ba
| Thứ tự | Đội nhà      | Tỉ số | Đội khách            | Ghi chú |
| ------ | ------------ | ----- | -------------------- | ------- |
| 146    | KUV Helsinki | 2–3   | KTP Kotka            |         |
| 147    | TuTo Turku   | 2–5   | Pallo-Pojat Helsinki |         |
| 148    | GBK Kokkola  | 1–4   | Kiffen, Helsinki     |         |
| 149    | TPV Tampere  | 3–2   | Elo Kuopio           |         |

| Thứ tự | Đội nhà      | Tỉ số | Đội khách            | Ghi chú |
| ------ | ------------ | ----- | -------------------- | ------- |
| 150    | Iirot Rauma  | 0–1   | Ilves-Kissat Tampere |         |
| 151    | Weikot Turku | 1–3   | TKT Tampere          |         |
| 152    | RU-38 Pori   | 1–4   | HJK Helsinki         |         |
| 153    | KPT Kuopio   | 1–3   | KuPS Kuopio          |         |

## Tứ kết
| Thứ tự | Đội nhà          | Tỉ số | Đội khách            | Ghi chú |
| ------ | ---------------- | ----- | -------------------- | ------- |
| 154    | KTP Kotka        | 1–2   | Pallo-Pojat Helsinki |         |
| 155    | Kiffen, Helsinki | 12–2  | TPV Tampere          |         |

| Thứ tự | Đội nhà              | Tỉ số | Đội khách   | Ghi chú |
| ------ | -------------------- | ----- | ----------- | ------- |
| 156    | Ilves-Kissat Tampere | 1–3   | TKT Tampere |         |
| 157    | HJK Helsinki         | 1–0   | KuPS Kuopio |         |

## Bán kết
| Thứ tự | Đội nhà              | Tỉ số | Đội khách        | Ghi chú |
| ------ | -------------------- | ----- | ---------------- | ------- |
| 158    | Pallo-Pojat Helsinki | 2–1   | Kiffen, Helsinki |         |

| Thứ tự | Đội nhà     | Tỉ số | Đội khách    | Ghi chú |
| ------ | ----------- | ----- | ------------ | ------- |
| 159    | TKT Tampere | 2–0   | HJK Helsinki |         |

## Chung kết
| Thứ tự | Đội 1                | Tỉ số | Đội 2       | Ghi chú        |
| ------ | -------------------- | ----- | ----------- | -------------- |
| 160    | Pallo-Pojat Helsinki | 2–1   | TKT Tampere | 2.020 khán giả |